# Ganassi
Ganassi is een gemeente in de Filipijnse provincie Lanao del Sur in het noorden van het eiland Mindanao. Bij de laatste census in 2007 had de gemeente ruim 25 duizend inwoners.

## Geografie

### Bestuurlijke indeling
Ganassi is onderverdeeld in de volgende 32 barangays:
| - Bagoaingud - Balintad - Balintad A - Barit - Barorao - Bato Batoray - Baya - Campong Sabela - Campong a Raya - Dapaan - Gadongan | - Gui - Linuk - Lumbac - Lumbacaingud - Macabao - Macaguiling - Masolun - Pagalongan - Pamalian - Pangadapun - Panggawalupa | - Pantaon - Pantaon A - Para-aba - Pindolonan - Poblacion - Sekun Matampay - Sogod Madaya - Tabuan - Taganonok - Taliogon |

## Demografie
Ganassi had bij de census van 2007 een inwoneraantal van 25.456 mensen. Dit zijn 6.509 mensen (34,4%) meer dan bij de vorige census van 2000. De gemiddelde jaarlijkse groei komt daarmee uit op 4,16%, hetgeen hoger is dan het landelijk jaarlijks gemiddelde over deze periode (2,04%). Vergeleken met de census van 1995 is het aantal mensen met 8.509 (50,2%) toegenomen.

De bevolkingsdichtheid van Ganassi was ten tijde van de laatste census, met 25.456 inwoners op 256 km², 99,4 mensen per km².